# Аюб-Шах Дуррани
 Аюб-Шах Дуррани  — сын Тимура-Шаха, руководил Афганистаном с 1819 до 1823 года. Потеря Кашмира во времена его правления открыла новую главу в истории Индии. В 1823 году он был свергнут и заключён представителями династии Баракзаев, что ознаменовало конец правления династии Дуррани и крах Дурранийской империи. Позже Аюб-Шах отправился в Пенджаб после выкупа своей свободы, где и умер в 1837 году.